# Miyako-jima
Miyakojima (宮古島 (Cung Cổ đảo) Miyako: Myaaku (ミャーク); Okinawa: Naaku (ナーク)) là đảo lớn nhất và đông dân nhất Quần đảo Miyako thuộc Okinawa, Nhật Bản. Đào cách Đài Bắc, Đài Loan khoảng 400 km về phía đông và cách đảo Okinawa 300 km về phía đông bắc qua eo biển Miyako.

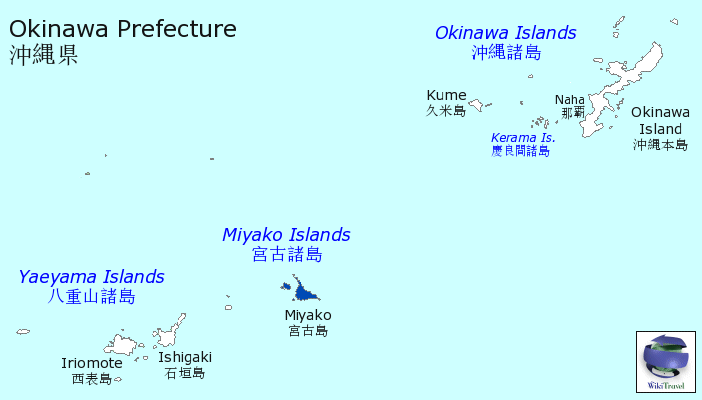
Vị trí Mayakojima tại Okinawa

Đảo Miyako có diện tích 158,70 km² và là đảo lớn thứ tư của tỉnh Okinawa.
Miyakojima được biết tới bởi vẻ đẹp của đảo, chủ yếu là Eastern Cape (東平安名岬 Higashi-hennazaki), vốn được coi là một trong những cảnh đẹp nhất Nhật Bản. Các địa điểm khác được đánh giá cao là Bãi biển Maehama beach, Trung tâm Văn hóa Đức, Bãi biển Painagama, và thắng cảnh Irabu-jima. Miyako cũng sở hữu phiên bản soba của mình.
Có hai đảo lân cận được nối với Miyako-jima qua cầu là:
- Ikemajima (池間島 Ikema-jima?)
- Kurimajima (来間島 Kurima-jima?)

Tiếng Miyako, một trong số Nhóm ngôn ngữ Ryukyu, được sử dụng trên đảo. Sân bay Miyako là sân bay duy nhất trên đảo.